# Nils Erik Ulset
Nils Erik Ulset, né le 16 juillet 1983, est un fondeur et biathlète handisport norvégien.

## Palmarès

### Jeux paralympiques d'hiver

#### Ski de fond
| Épreuve / Édition      | relais | sprint | 5 km | 10 km | 20 km  |
| ---------------------- | ------ | ------ | ---- | ----- | ------ |
| JP 2002 Salt Lake City | -      | -      | -    | Or    | Or     |
| JP 2006 Turin          | -      | -      | 9e   | 9e    | 14e    |
| JP 2010 Vancouver      | Bronze | -      | -    | -     | Argent |
| JP 2014 Sotchi         | Bronze | -      | -    | 6e    | -      |
| JP 2018 Pyeongchang    | -      | -      | -    | -     | -      |

#### Biathlon
| Épreuve / Édition      | 3 km   | 7,5 km | 12,5 km | 15 km  |
| ---------------------- | ------ | ------ | ------- | ------ |
| JP 2002 Salt Lake City | -      | 7e     | -       | -      |
| JP 2006 Turin          | -      | Bronze | Bronze  | -      |
| JP 2010 Vancouver      | Argent | -      | Or      | -      |
| JP 2014 Sotchi         | -      | 6e     | Argent  | Argent |
| JP 2018 Pyeongchang    | -      | 6e     | 4e      | Bronze |